# Comté de Humboldt (Nevada)
Pour les articles homonymes, voir Comté de Humboldt.
Le comté de Humboldt, en anglais : Humboldt County, est un comté situé dans l'État du Nevada, aux États-Unis. Son siège est la ville de Winnemucca. Selon le recensement de 2020, la population du comté est de 17 285 habitants.

## Géographie
La superficie du comté est de 25 014 km2, dont 24 988 km2 est de terre.

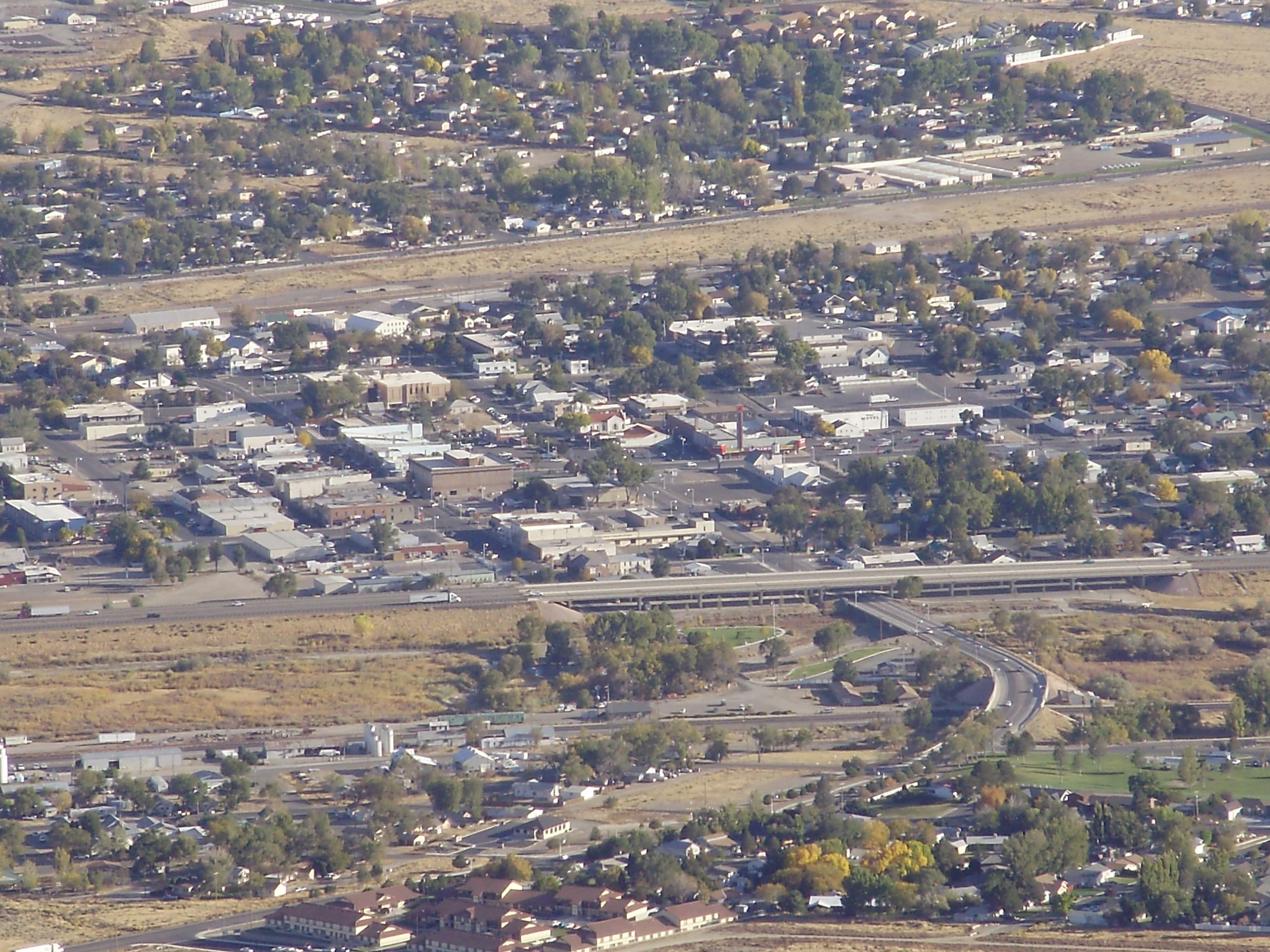
Vue du centre ville de Winnemucca prise depuis le Mont Winnemucca, en 2012.
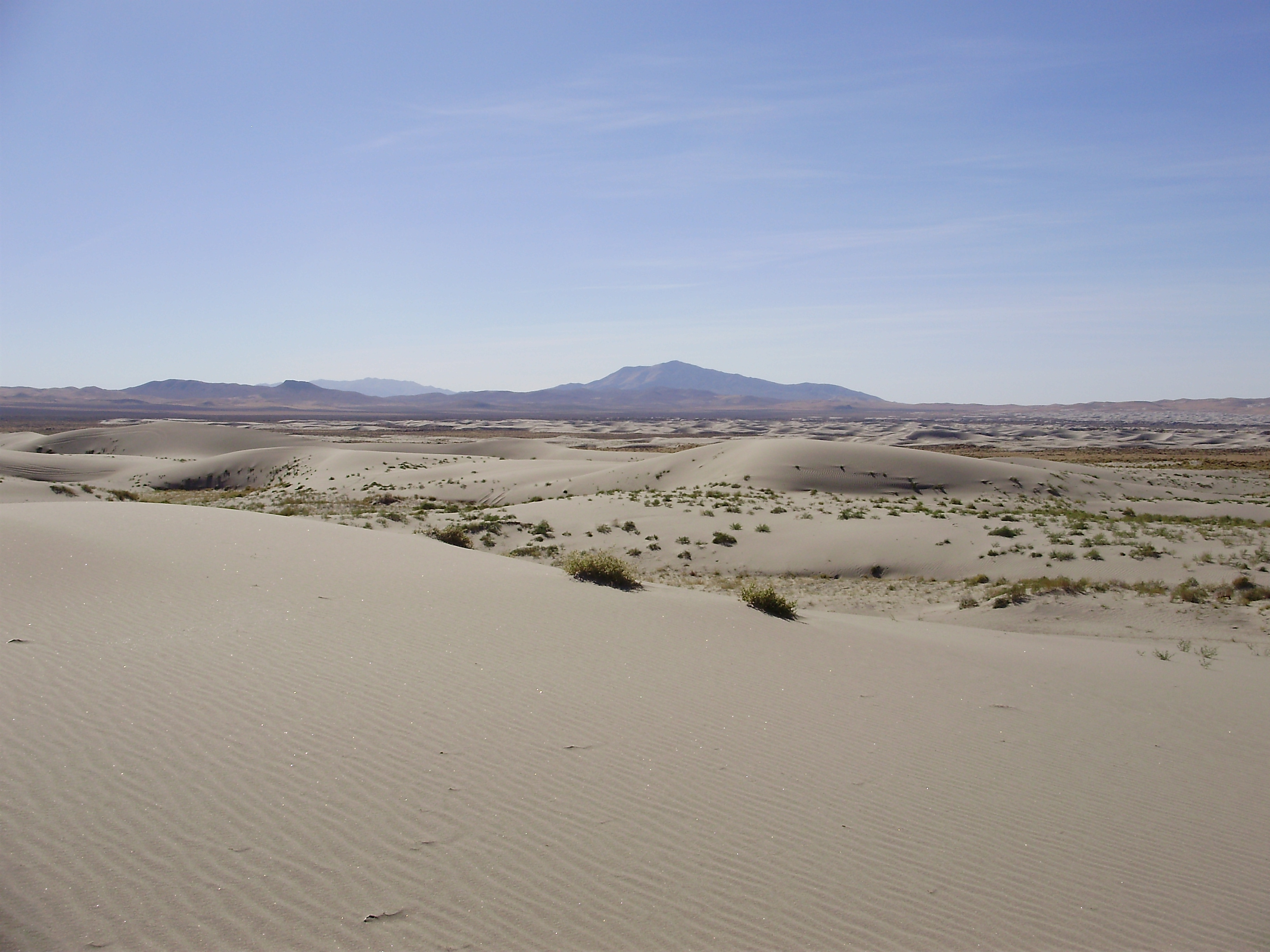
Winnemucca Sand Dunes, en 2012.
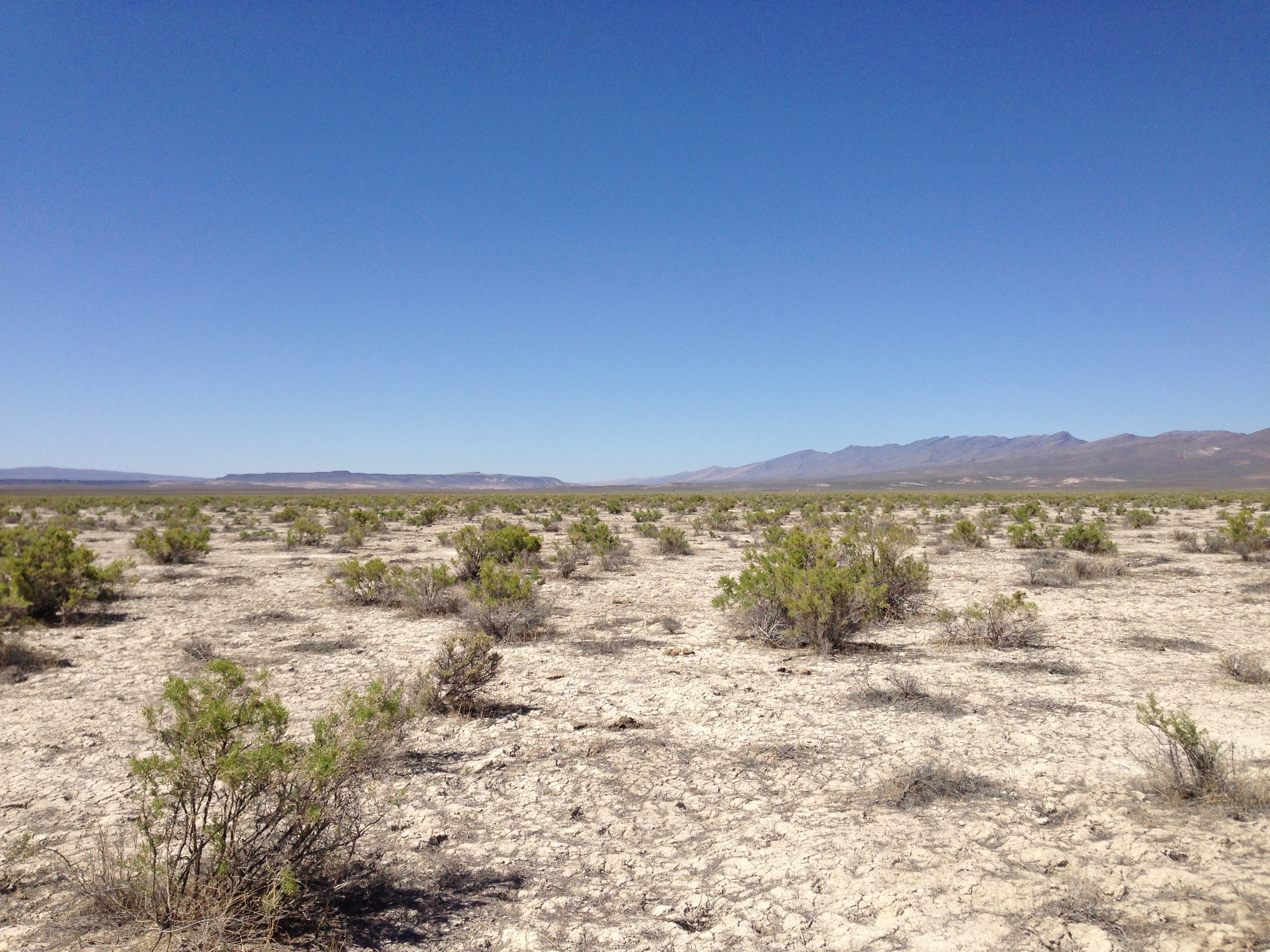
Refuge faunique national de Sheldon.

### Comtés adjacents
- Comté d'Elko (est)
- Comté de Lander (sud-est)
- Comté de Pershing (sud)
- Comté de Washoe (ouest)
- Comté de Harney, Oregon (nord)
- Comté de Malheur, Oregon (nord)
- Comté d'Owyhee, Idaho (nord-est)

## Démographie
| Groupe            | Comté de Humboldt | Nevada | États-Unis |
| ----------------- | ----------------- | ------ | ---------- |
| Blancs            | 82,0              | 66,2   | 72,4       |
| Autres            | 12,7              | 12,0   | 6,2        |
| Amérindiens       | 4,2               | 1,2    | 0,9        |
| Métis             | 2,8               | 4,7    | 2,9        |
| Asiatiques        | 0,7               | 7,2    | 4,8        |
| Noirs             | 0,5               | 8,1    | 12,6       |
| Océaniens         | 0,1               | 0,6    | 0,2        |
| Total             | 100               | 100    | 100        |
| Latino-Américains | 24,4              | 26,5   | 16,7       |

Selon l'American Community Survey, en 2010, 80,59 % de la population âgée de plus de 5 ans déclare parler l'anglais à la maison, 16,99 % l'espagnol, 1,11 % le paiute et 1,31 % une autre langue.

### Religions
Selon l'article de la liste des religions et spiritualités par pays sur la religion aux États-Unis, le comté de Humboldt compte 6 365 protestants, 1 585 catholiques, 590 mormons, 60 musulmans et environ 200 personnes appartenant à d'autres religions.

### Économie
Le comté de Humboldt compte environ 10 000 emplois, dont 4 500 sont dans le secteur privé et les autres dans la fonction publique. L'agriculture représente 1 % des revenus du comté de Humboldt contre 2 % pour le reste du Nevada ; l'industrie manufacturière est également moins développée avec 5 % contre 10 % pour l'ensemble de l'État.